# Васил Попов (Добърско)
Вижте пояснителната страница за други личности с името Васил Попов.
Васил Иванов Попов е български революционер, деец на Вътрешната македоно-одринска революционна организация

## Биография
Роден е в края на 1877 година в село Недобърско, тогава в Османската империя. Баща му загива в Кресненско-Разложкото въстание. Получава основно образование и се присъединява към ВМОРО. Прави опит да убие шпионин, но е задържан и отведен към Серския затвор. По пътя бяга и става нелегален куриер на организацията в Разложко. След Младотурската революция от юли 1908 година се легализира. Умира при нещастен случай през 1910 година.